# Actinodaphne caesia
Actinodaphne caesia är en lagerväxtart som beskrevs av Teschn.. Actinodaphne caesia ingår i släktet Actinodaphne och familjen lagerväxter. Inga underarter finns listade i Catalogue of Life.